# 田尻 (福岡市)
田尻（たじり）は、福岡県福岡市西区の地名。行政地名は、田尻一丁目～三丁目（二丁目まで住居表示実施済）と田尻東一丁目～四丁目（一丁目は住居表示実施済）、学園通一丁目～三丁目、丸川一丁目～二丁目が設置されている。郵便番号は田尻が819-0383、田尻東が819-0380、学園通が819-0389、丸川は819-0370
。

## 地理
福岡市西区の北西部に位置し、北は博多湾（今津湾）に面している。主に閑静な住宅地と田園地帯となっており、学校やそのグラウンドといった教育施設も多く所在している。
また田尻二丁目や田尻東一丁目付近においては、北原・田尻区画整理事業によりホームセンターや多数の分譲住宅などが建つ予定である。

### 河川
田尻には次の河川が横断している。
- 周船寺川（二級河川）
- 田尻川（準用河川）

## 歴史

### 町域の変遷
| 住居表示実施後     | 実施年月日        | 住居表示実施前（各大字の一部）  |
| ------------------ | ----------------- | ------------------------------- |
| 田尻1丁目          | 年不詳            | 大字田尻など                    |
| 田尻2丁目～3丁目   | 2022年（令和4年） | 大字田尻、大字徳永、周船寺3丁目 |
| 田尻東1丁目～4丁目 | 2022年（令和4年） | 大字田尻、大字徳永              |
| 学園通1丁目～3丁目 | 2022年（令和4年） | 大字田尻                        |
| 丸川1丁目～2丁目   | 2022年（令和4年） | 大字田尻、大字太郎丸            |

## 主な施設

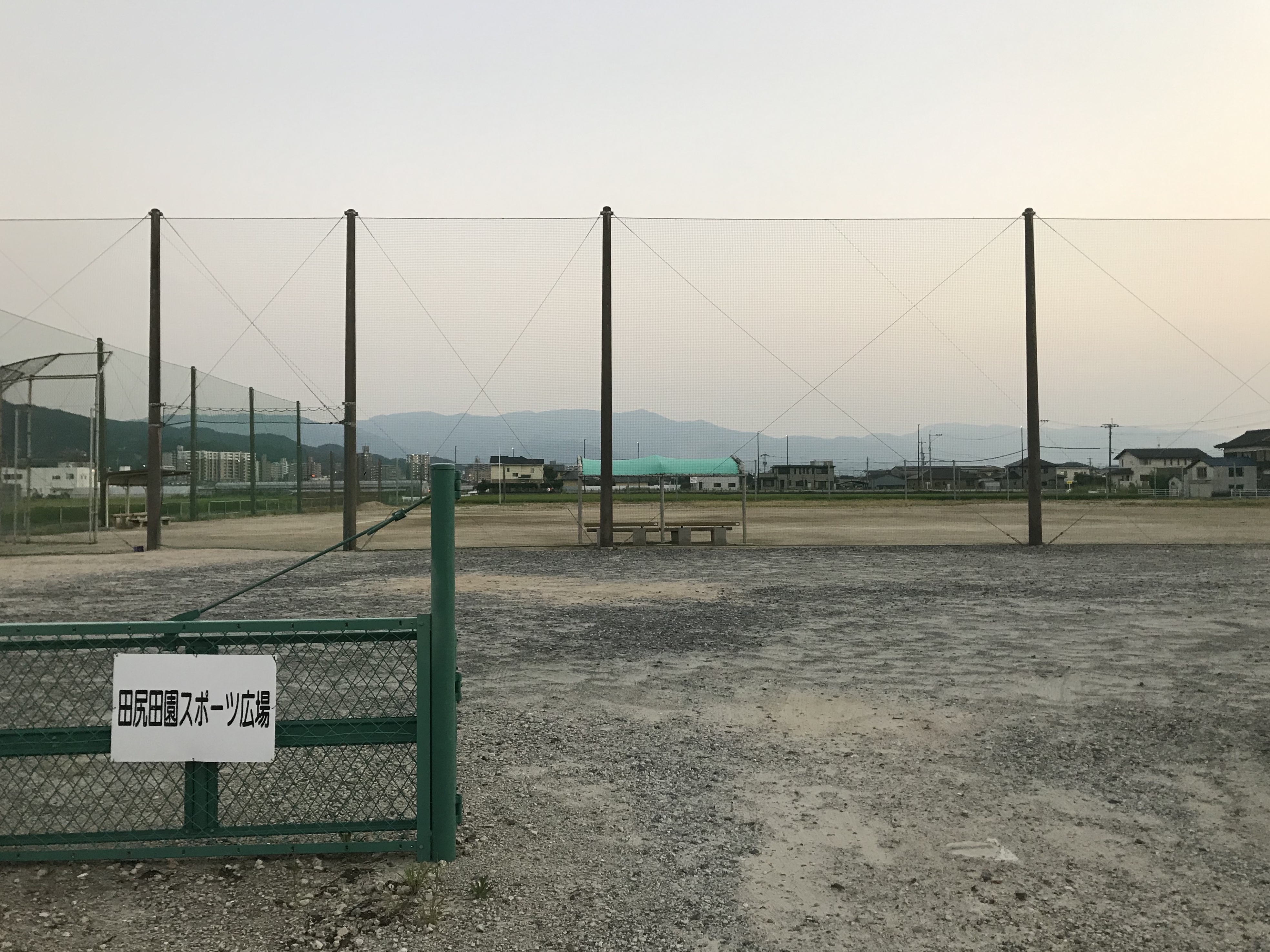
田尻田園スポーツ広場

- 西南学院大学田尻グリーンフィールド（西南学院大学体育系クラブの総合グラウンド）[7][8]
- 福岡舞鶴高等学校第2グラウンド
- 福岡豊栄会病院
- 田尻田園スポーツ広場

### 教育施設
- 福岡市立元岡中学校
- 福岡県立玄洋高等学校

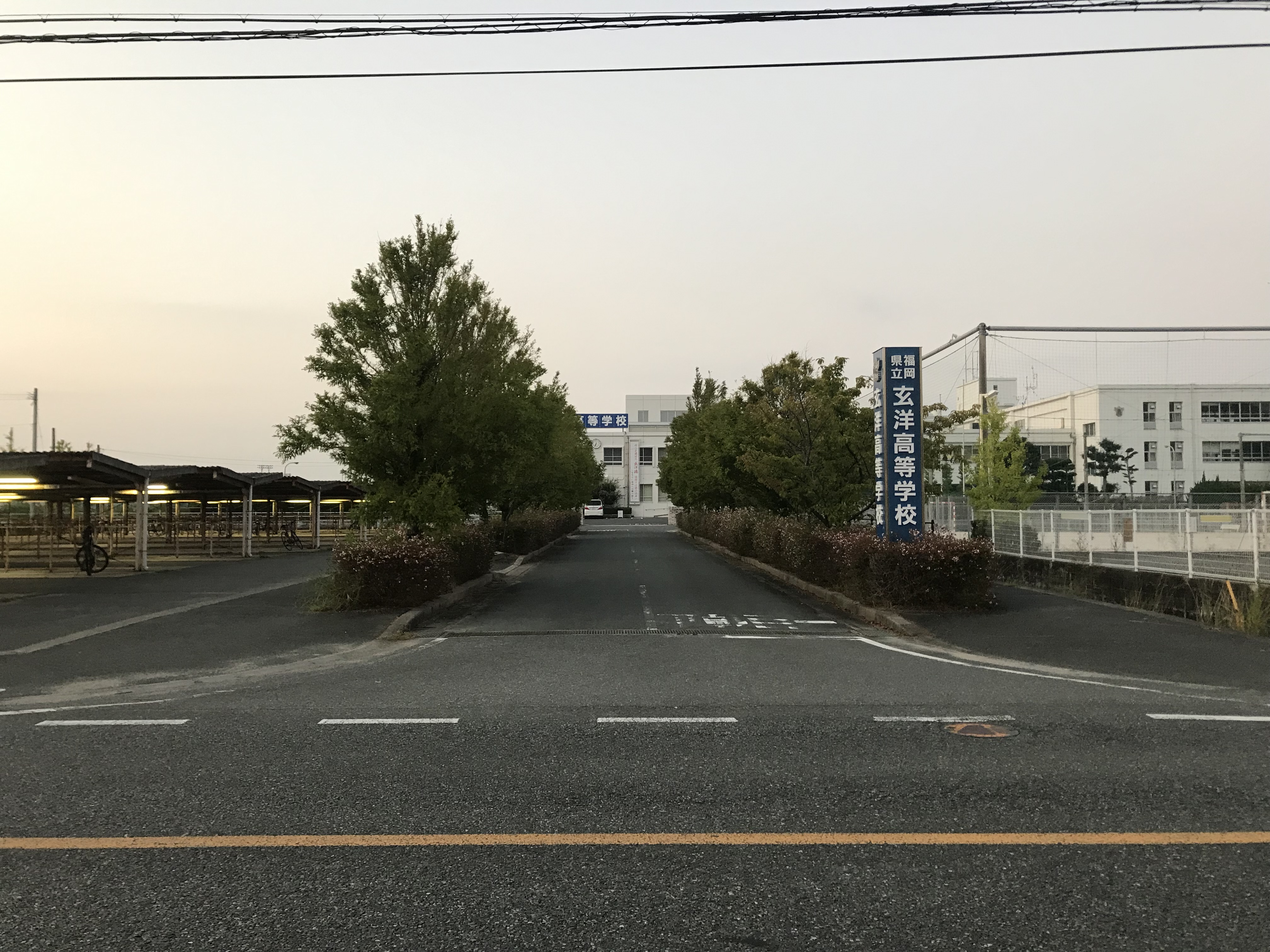
福岡県立玄洋高等学校

福岡市立元岡小学校の校区となっている。ただし、大字田尻の一部は福岡市立玄洋小学校の校区となっている。

## 交通

### 道路
- 福岡県道85号福岡志摩線
- 福岡県道566号大原周船寺停車場線
- 福岡市道学園通線

### 鉄道
- JR筑肥線九大学研都市駅

※最寄り駅。町内に鉄道駅はない。

### バス
- 昭和バス
  - 元岡郵便局前
  - 今出
  - 玄洋高校